# 裴斐
裴斐（Nathaniel Peffer，纳撒尼尔·佩弗）（1890年6月30日—1964年4月12日），男，生于纽约市，是美国研究远东问题的专家，汉学家。
他自芝加哥大学毕业后，便成为纽约论坛报远东新闻记者，在中国居住了25年。 在受美国多所大学邀请进行有关远东的讲座之后，他于1937年被哥伦比亚大学聘为讲师，后于1939年被聘为该校国际关系副教授，1943年升为教授。他在该校任教至1958年退休。

## 著作
- The white man's dilemma - climax of the age of imperialism, 1927
- China - the collapse of a civilization, 1930
- Must we fight in Asia?, 1935
- Japan and the Pacific. 1935
- The Far East, a modern history. Ann Arbor, University of Michigan Press, 1958